# レオン・ジャクソン

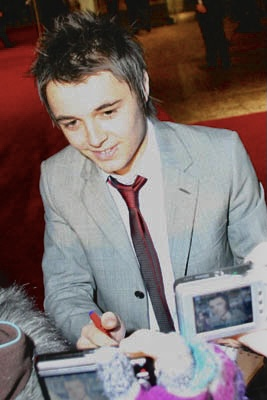
レオン・ジャクソン

レオン・ジャクソン（Leon Jackson、1988年12月30日 - ）はスコットランドの歌手。イギリスの人気オーディション番組『X ファクター』の2007年度優勝者。デビューシングル「When You Believe」が2007年12月に発売されUKチャート1位を記録した。デビューアルバム「Right Now」は2008年10月に発売された。

## 来歴
ウェスト・ロージアンに生まれたレオンは母と2人で暮らしていた。歌手になる前はGAPで働いた経験があった。マイケル・ブーブレの大ファンであり、彼のライブでもゲスト出演を果たしている。
2007年にXファクターのオーディションをグラスゴーで受ける。2007年12月15日に同番組で優勝し、ソニー・ミュージックエンタテインメント (米国)とレコード契約を結んだ。このコンテストではダニー・ミノーグが『メンター』として就いた。
2007年12月にデビューシングル「When You Believe」をリリースし、UKチャート1位を獲得。
2008年10月12日に「Don't Call This Love」をリリース、UKチャート3位を記録した。
デビューアルバム「Right Now」は1週目こそ4位を記録するが翌週には20位にまで急落。2008年3月にセールス不振を理由に、レコード契約を解除された。
YouTubeの自らのアカウントにて2010年8月31日に新曲「Different Lives」を披露した。